# 아메리카사자

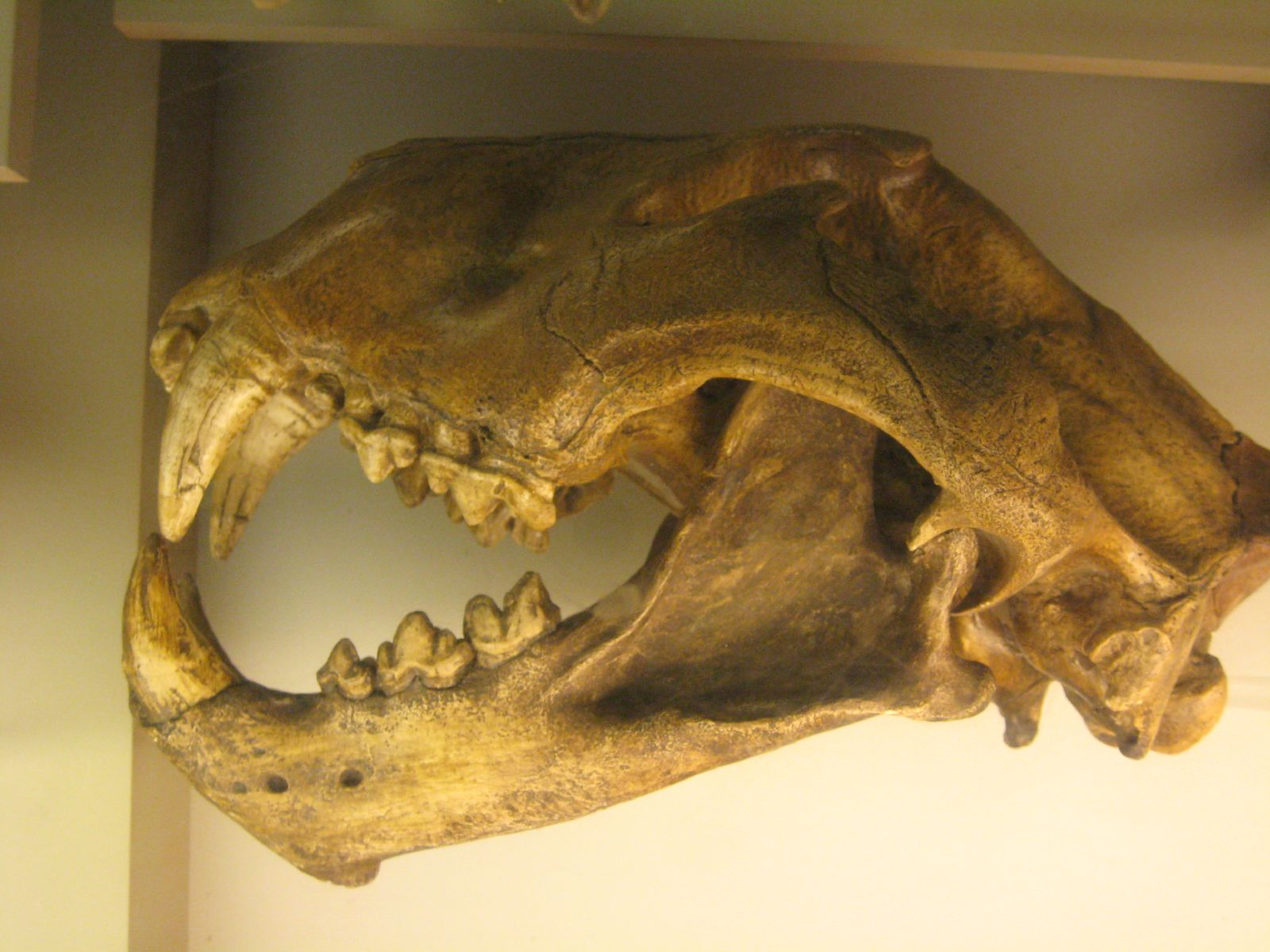
아메리카사자의 두개골

아메리카사자(American lion)는 북아메리카에서 남아메리카까지 널리 분포한 사자의 일종이다. 주로 빙하기에 널리 서식하였으며, 커다란 포유류를 잡아먹었을 것으로 보고 있다. 지금의 사자보다 덩치가 더 크다고 알려져있다. 인류가 아메리카 대륙에 진출하면서 약 1만년 전에 멸종되었다. 인간의 과도한 사냥과 기후 변화로 인해 자이언트 바이슨 같은 커다란 초식동물들의 숫자가 급감하여 멸종한 것으로 추정된다.

## 같이 보기
- 거대동물